# Latijnse School (Wageningen)

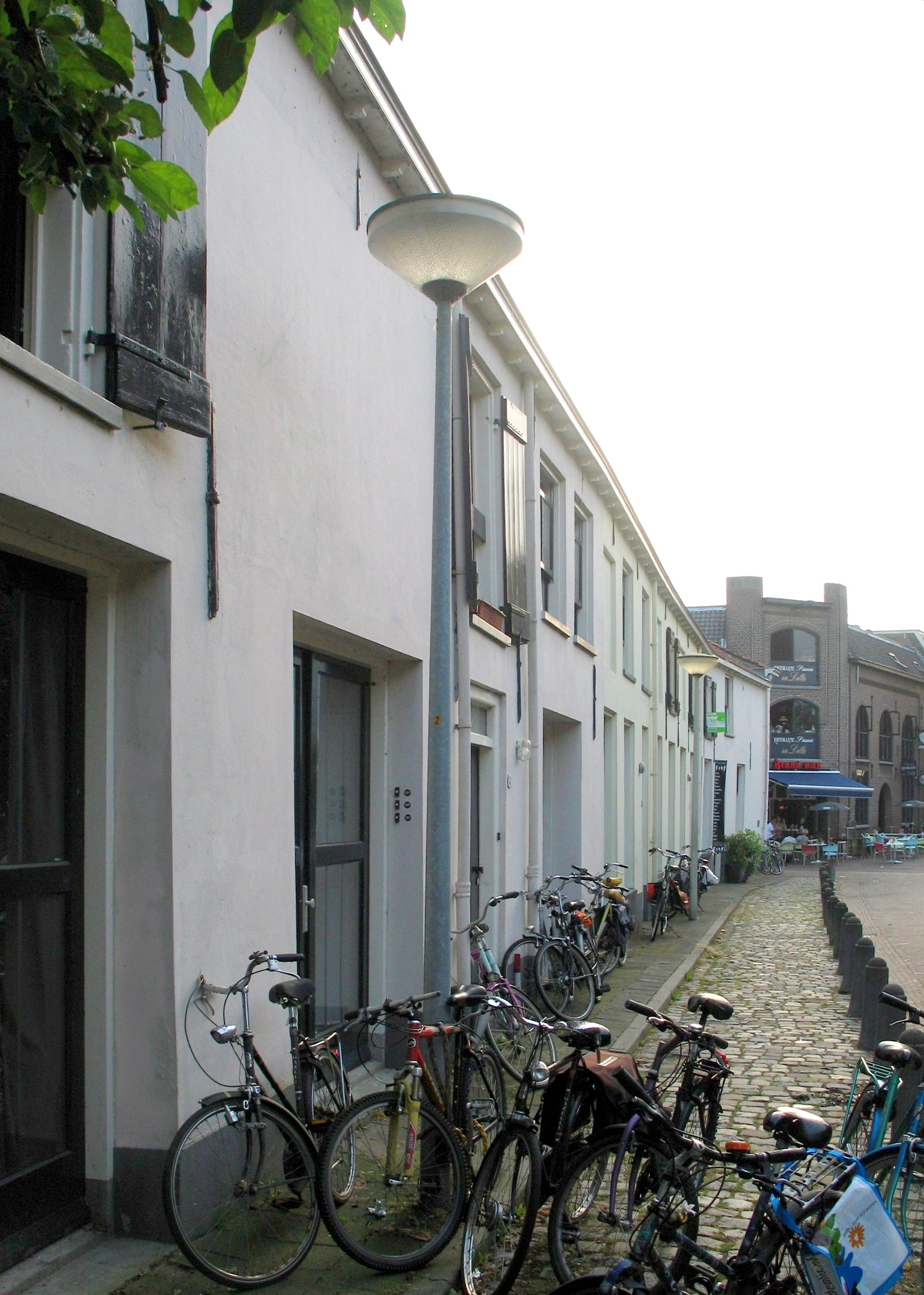
De Latijnse School, Molenstraat 8-16

De Latijnse School van Wageningen is gelegen aan de Molenstraat in Wageningen en werd in 1746/1747 gebouwd. Het gebouw heeft de status van rijksmonument.
Er was maar één lokaal, dat aan de kant van de Herenstraat lag, waar oorspronkelijk ook een ingang was. De rest van het gebouw diende als woning voor de rector en zijn gezin, alsmede voor de scholieren van buiten de stad die bij de rector inwoonden. Midden 19e eeuw werd de school gemoderniseerd. In 1881 werd de school gesloten vanwege het kleine aantal leerlingen. Na de sluiting in 1881 werd het gebouw als postkantoor en opslag voor de gemeente gebruikt. In 1982 is het gebouw gerestaureerd, het oorspronkelijke interieur was daarvoor al verloren gegaan.
In de Herenstraatgevel zit een gevelsteen waarop: "Gymnasium Vadense. Exstructum Anno MDCCXXIV" staat. Deze gevelsteen komt uit de eerdere school die in 1724 in de thans verdwenen Sint Annastraat werd gebouwd.
Een bekend rector was Caspar Friedrich Hachenberg die hier van 1740 tot 1789 de leiding had.